# Distrito de Chaupimarca
El distrito de Chaupimarca es uno de los trece que conforman la provincia de Pasco, en la parte suroccidental del departamento homónimo en el centro del Perú.
Desde el punto de vista jerárquico de la Iglesia católica forma parte de la diócesis de Tarma, sufragánea de la arquidiócesis de Huancayo.

## Historia
Fue creado mediante Ley N.º 10030 del 27 de noviembre de 1944, en el gobierno del Presidente Manuel Prado y Ugarteche.

## Geografía
Abarca una extensión  de 1500 kilómetros cuadrados. En este distrito se encuentra la plaza Carrión donde se puede apreciar el monumento del mártir de la medicina peruana Daniel Alcides Carrión en homenaje a este eximio personaje, lugar histórico donde se realizaba los desfiles cívicos patrióticos por Fiestas Patrias, aniversario del departamento, etc.

## Clima
Es de temperaturas bajas, incluso en el mes más caluroso del año. La temperatura anual es de 5.8° 
Hay alrededor de precipitaciones de 908 mm.

## Población
Actualmente el Distrito de Chaupimarca tiene 26 085 Habitantes,en datos estadísticos comparando la población del 2011-2015 la tasa de crecimiento es de un 0,9%
- 2019 - 2022[3]
  - Alcalde: Marco Antonio De la Cruz Bustillos, de Pasco Dignidad.
  - Regidores:

  1. Roy Huber Zárate López (Pasco Dignidad)
  2. Josías Cerrón Achahuanco (Pasco Dignidad)
  3. Daniel Mequias Estrella Huallpa (Pasco Dignidad)
  4. César Saúl Vivas Rímac (Pasco Dignidad)
  5. Jhoel Daniel Claro Sánchez (Pasco Dignidad)
  6. Antonia Zárate Rodríguez (Pasco Dignidad)
  7. Diana Yanina Ramos Huaranga (Pasco Dignidad)
  8. Helder Edwin Andrade Uscuchagua (Alianza para el Progreso)
  9. Hilda Victoria Blas Flores (Alianza para el Progreso)
  10. Daniel Víctor Torres Medrano (Podemos por el Progreso del Perú)
  11. Walter Antonio Salazar García (Pasco Verde)

### Policiales
- Comisario: Capitán PNP. Manuel QUISPE HIDALGO